# Kokotna Łąka
 Kokotna Łąka  (niem.  Hahnwiese), 603 m n.p.m. – wzniesienie w południowo-zachodniej Polsce, w Sudetach Środkowych, w Górach Sowich.

## Położenie i opis
Wzniesienie położone na obszarze Parku Krajobrazowego Gór Sowich w północno-zachodniej części Gór Sowich, na północno-zachodniej ich krawędzi, około 1,4 km na północ od centrum Kamionek.
Kopulaste wzniesienie o zróżnicowanej rzeźbie i ukształtowaniu oraz stromych zboczach z mało wyrazistym szczytem, który od strony północno-wschodniej minimalnie wyrasta ponad prawie płaską i wąską powierzchnię szczytową, na której oddzielone niewielkim siodłem wznoszą się wzniesienia: Spalony Las niższe o 3 m i Środkowa wyższa o 14 m. Wznosi się w środkowym odcinku bocznego grzbietu odchodzącego od Wielkiej Sowy w kierunku północno-wschodnim, który za Forteczną stromo opada do linii sudeckiego uskoku brzeżnego. Wzniesienie wyraźnie wydzielają wykształcone górskie doliny: od północnego zachodu dolina Kłomnicy i Dolina Kamionkowska od południowego wschodu. Wzniesienie zbudowane z prekambryjskich gnejsów i migmatytów. Zbocza wzniesienia pokrywa niewielka warstwa młodszych osadów z okresu zlodowaceń plejstoceńskich. W południowo-wschodnim zboczu wzniesienia zalegała żyła grubo krystalicznego barytu wypełniająca szczelinę tektoniczną przecinającą gnejsy. Baryt był silnie spękany a w szczelinach spękań pokryty nalotami limonitu. W barycie tkwiły masywne gniazda i liczne wpryśnięcia srebronośnej galeny współwystępującej ze sfalerytem. Na zboczach znajdują się ślady dawnej działalności górniczej w postaci wkopów, hałd, szurfów oraz sztolni. Cała powierzchnia wzniesienia łącznie z partią szczytową porośnięta jest lasem bukowo-świerkowym regla dolnego ze znaczną domieszką brzozy, sosny, jarzębiny i modrzewia. Zboczami trawersują liczne drogi leśne, a grzbietem prowadzi ścieżka stanowiąca nie znakowaną i mało uczęszczaną trasę na Wielką Sowę z Rościszowa i Pieszyc. U południowo-wschodniego podnóża wzniesienia, położona jest dzielnica Pieszyc Kamionki. Położenie wzniesienia, oraz kopulasty kształt czynią wzniesienie rozpoznawalnym w terenie. 

## Inne
- Wzniesienie w przeszłości nosiło nazwę: Hahnwiese[1].

## Ciekawostki
- Na wzniesienia w przeszłości prowadzone były roboty górniczo poszukiwawcze.
- Na wschodnim zboczu Kokotnej Łąki w przeszłości funkcjonowała wielopoziomowa kopalnia rudy srebra i ołowiu "Augusta"[5] - uznana za jedną z piękniejszych w Sudetach[6].
- W latach 70 XX wieku między Kokotną Łąką a Skalistą planowano wybudować zaporowy zbiornik wodny, który miał zasilać w wodę Pieszyce, Dzierżoniów i Bielawę.

## Turystyka
Podnóżem południowo-zachodniego zbocza prowadzi pieszy szlak turystyczny:
- żółty - fragment szlaku prowadzący z Kamionek na Wielką Sowę (1015 m i dalej.